# Herminia extinctalis
Herminia extinctalis är en fjärilsart som beskrevs av Fuchs 1898. Herminia extinctalis ingår i släktet Herminia och familjen nattflyn. Inga underarter finns listade i Catalogue of Life.